# König-Ludwig-Eiche

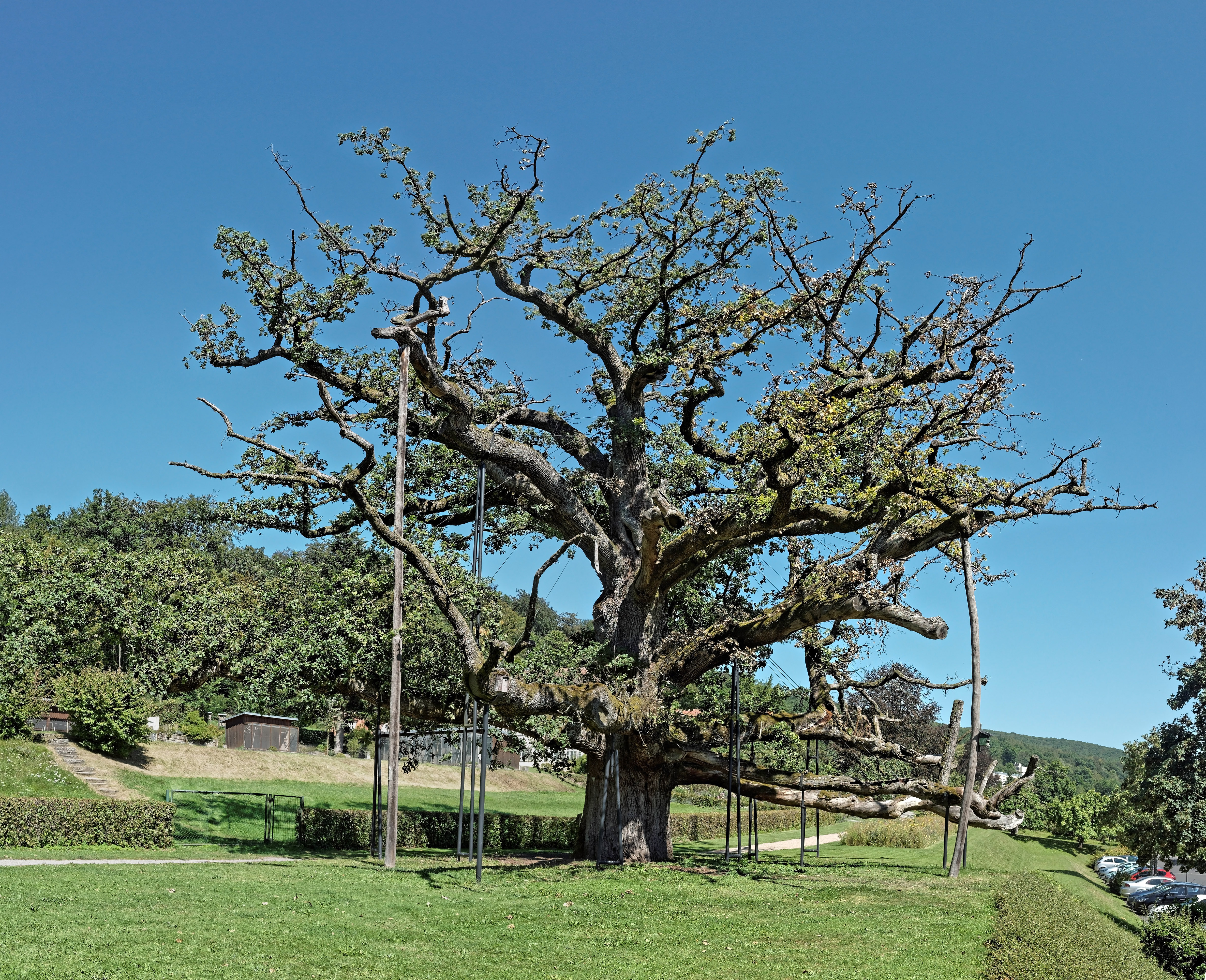
Königseiche von Südwesten aus gesehen

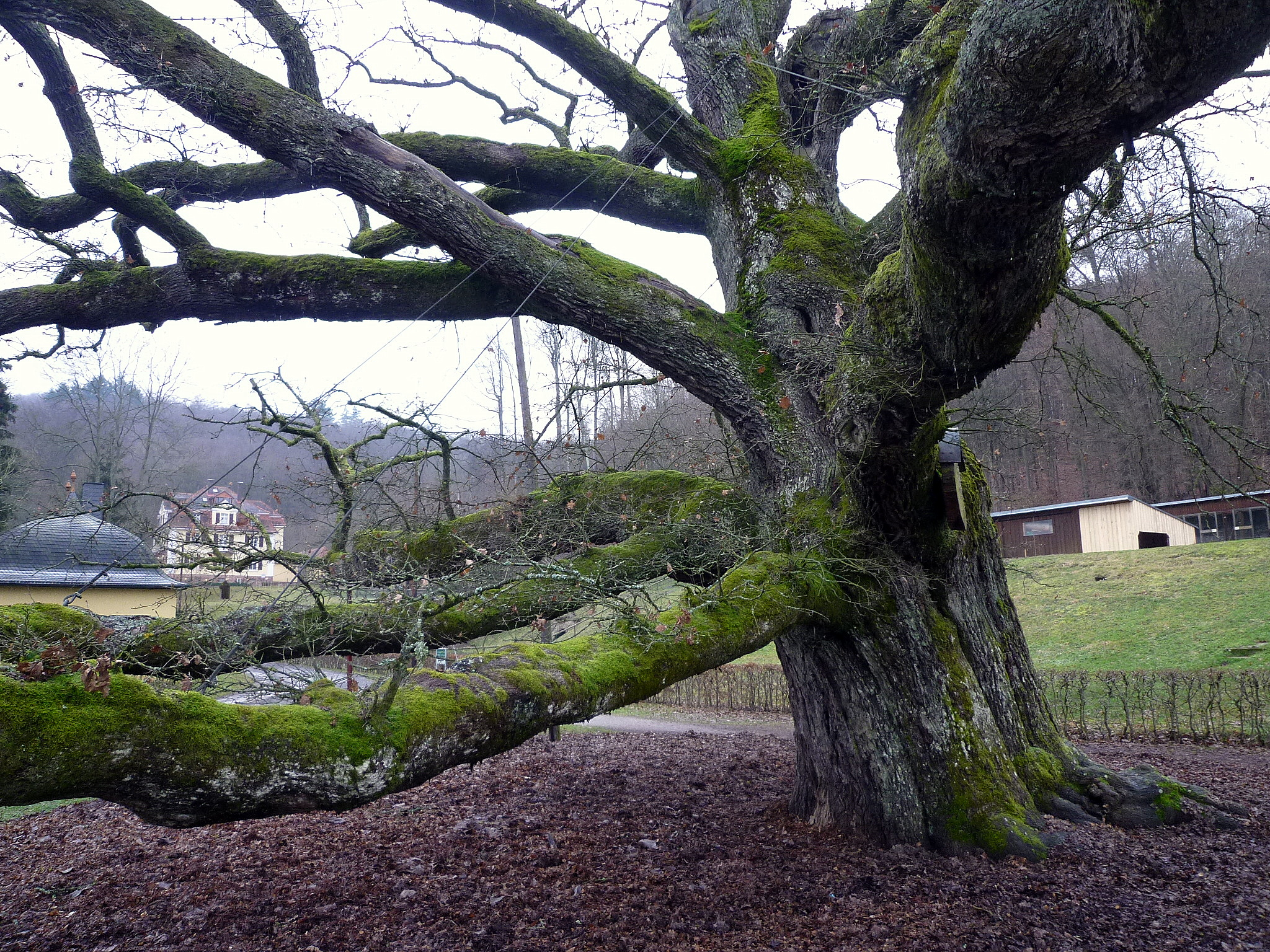
Waagerecht abgehende Äste, Boden mit Laubschicht abgedeckt

Die König-Ludwig-Eiche (auch Königseiche, Tausendjährige Eiche, bis Mitte des 19. Jahrhunderts Stolze Eiche) ist ein Naturdenkmal im Staatsbad Brückenau, einem Ortsteil des drei Kilometer nordöstlich gelegenen Bad Brückenaus im Landkreis Bad Kissingen in Bayern. Es handelt sich um eine Stieleiche (Quercus robur). Sie ist nach unterschiedlichen Schätzungen 370 bis 700 Jahre alt. Der Umfang des Stammes beträgt etwa sieben Meter. Sie hat ihren Namen von König Ludwig I., dessen Lieblingseiche sie bei seinen zahlreichen Kuraufenthalten im Staatsbad Brückenau war. Die Eiche wurde seit 1780 oft beschrieben und abgebildet. Zahlreiche Adelige aus dem Inland und Monarchen aus dem Ausland, die zur Kur in Brückenau weilten, besuchten die Eiche. Das Deutsche Baumarchiv zählt die Eiche zu den national bedeutsamen Bäumen (NBB).

## Lage

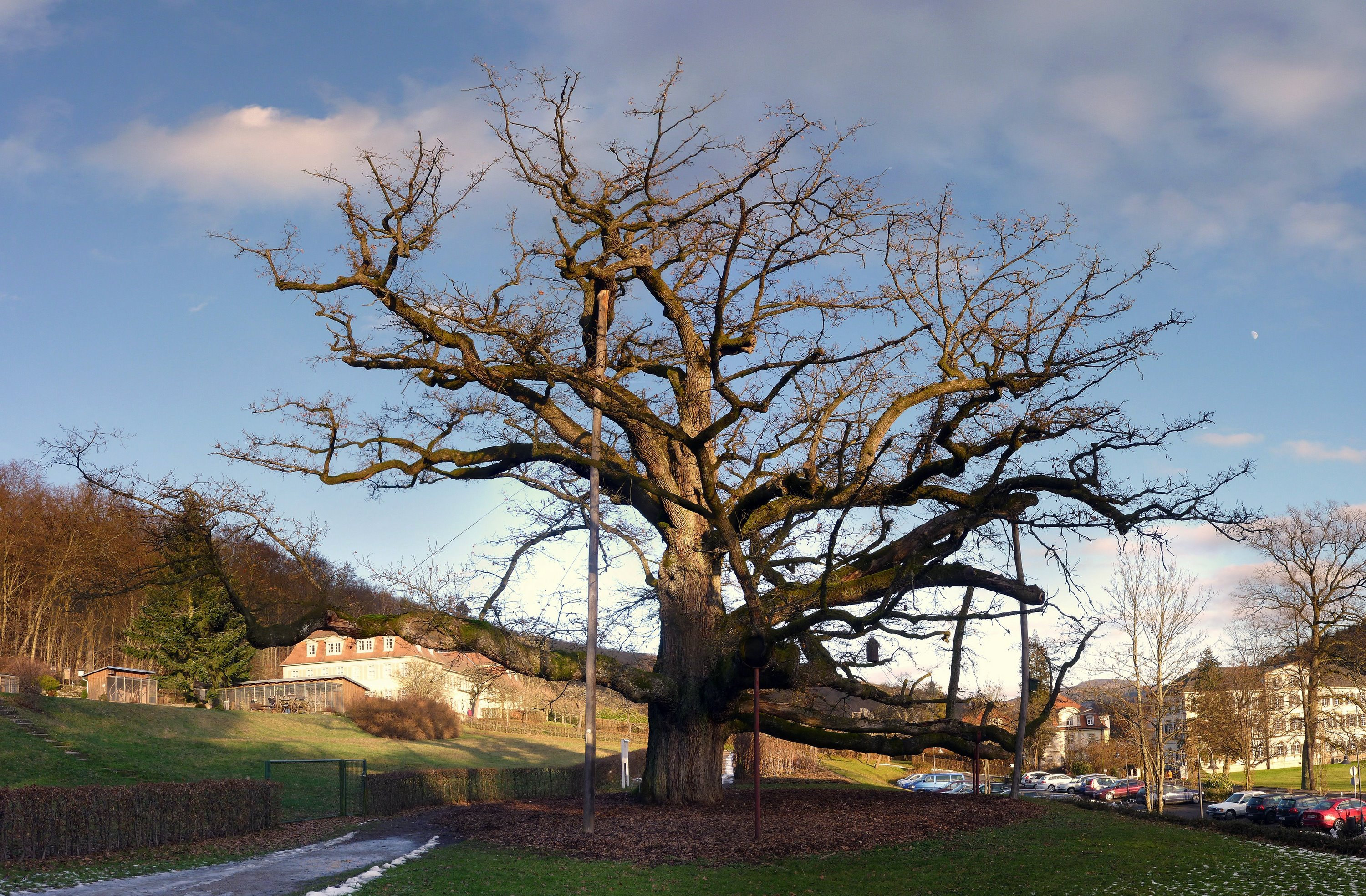
Ansicht von Westen, links hinten der Fürstenhof

Die Königseiche steht auf etwa 300 Meter über Normalhöhennull im Sinntal am Fuße des Dreistelzberges. Bis zum vergangenen Jahrhundert befand sie sich inmitten des Kurparks von Brückenau. Heute steht sie mehr am Rande des Parks in der Nähe eines Parkplatzes auf einer plateauähnlichen Freifläche an einem Hang, etwa zehn Meter oberhalb der Sinn. An der Eiche führt ein Wanderweg mit Informationstafeln vorbei. Vom erhöhten Standort der Eiche aus ist beinahe das gesamte Kurgebiet einsehbar. Der zentrale Kurbereich mit dem Kursaalgebäude, dem Badhotel und der Wandelhalle liegt etwa 200 Meter südöstlich der Eiche. Dazwischen verläuft die Staatsstraße 3180 vom Staatsbad nach Züntersbach. Der im Jahre 1775 im Auftrag des Fürstbischofs Heinrich von Bibra als Sommerresidenz erbaute Fürstenhof, das heutige Schlosshotel Fürstenhof, in dem König Ludwig I. bei seinen Kuraufenthalten residierte, liegt etwa 150 Meter nordöstlich der Eiche. Nördlich schließt sich in der alten Schlossgärtnerei ein kleiner Tierpark und östlich ein Kräutergarten an. Im Westen kamen ab etwa 1900 mehrere Villen und die evangelische Kirche dazu.

## Beschreibung

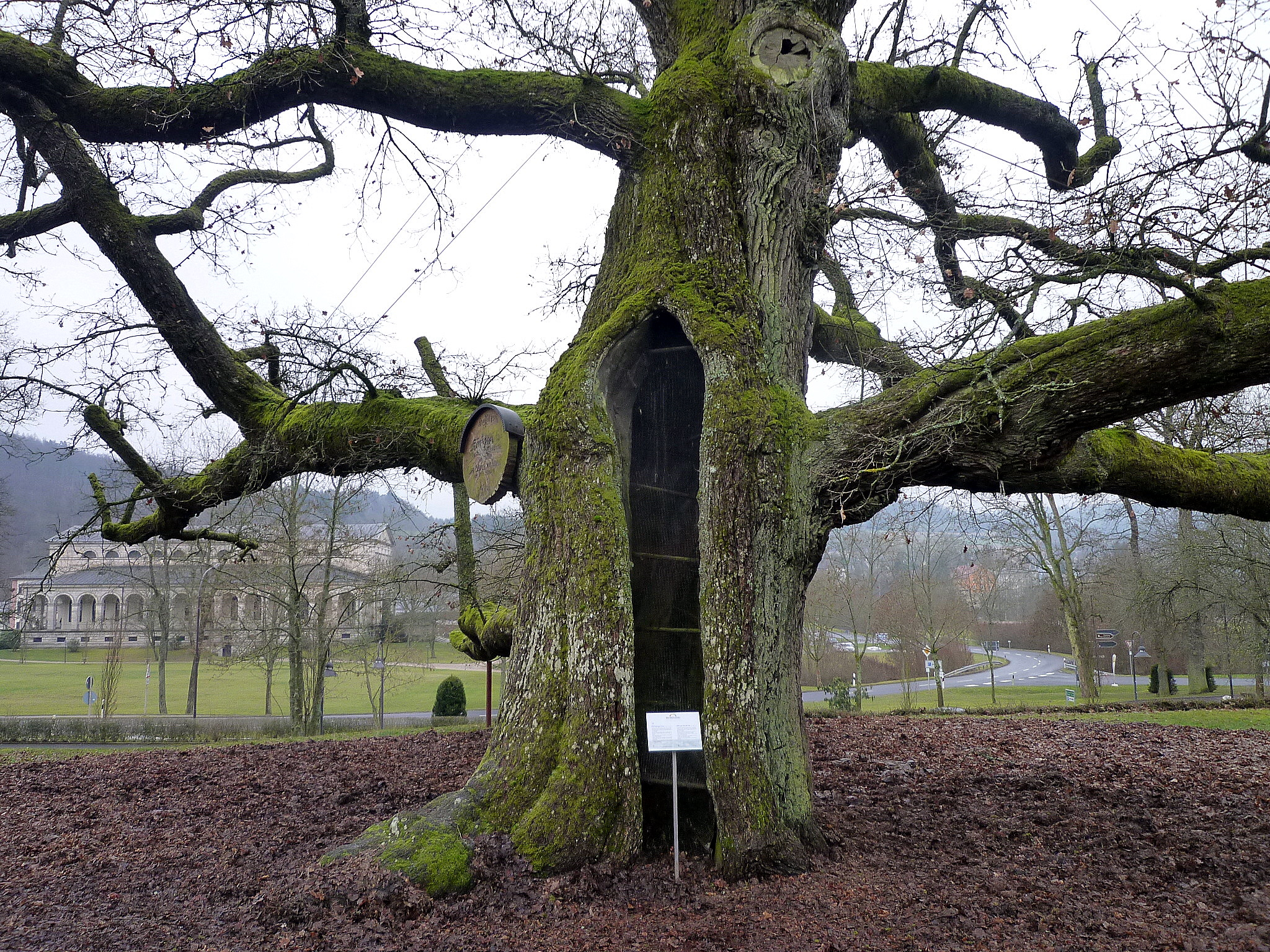
Geöffneter Stamm von Norden, mit Informationstafel davor

Die Eiche ist seit dem 2. März 1987 als Naturdenkmal bei der Unteren Naturschutzbehörde des Landkreises Bad Kissingen mit der Nummer 672-N/009 gelistet und als Königseiche bezeichnet. Die Königseiche, die früher auch Stolze Eiche genannt wurde, wirkt im unteren Kronenteil extrem unsymmetrisch. Früher diente ihr Umkreis den Kurgästen als Fest-, Spiel-, Tanz- und Ruheplatz. Vor mehr als hundert Jahren konnten bei einem Kronendurchmesser von 45 Metern und der Fläche von 1500 Quadratmetern unter dem Baum mehr als 100 Sitzplätze eingerichtet werden. Um die Eiche nicht weiter zu belasten, werden dort keine Feste mehr abgehalten. Wenn die Angaben in den Quellen stimmen, wäre sie mit 45 Metern Kronendurchmesser die größte aller Alteichen in Deutschland gewesen. Gegenwärtig beträgt der Kronendurchmesser nur noch etwa 30 bei einer Höhe von 23 Metern, da einige Äste gekappt wurden.

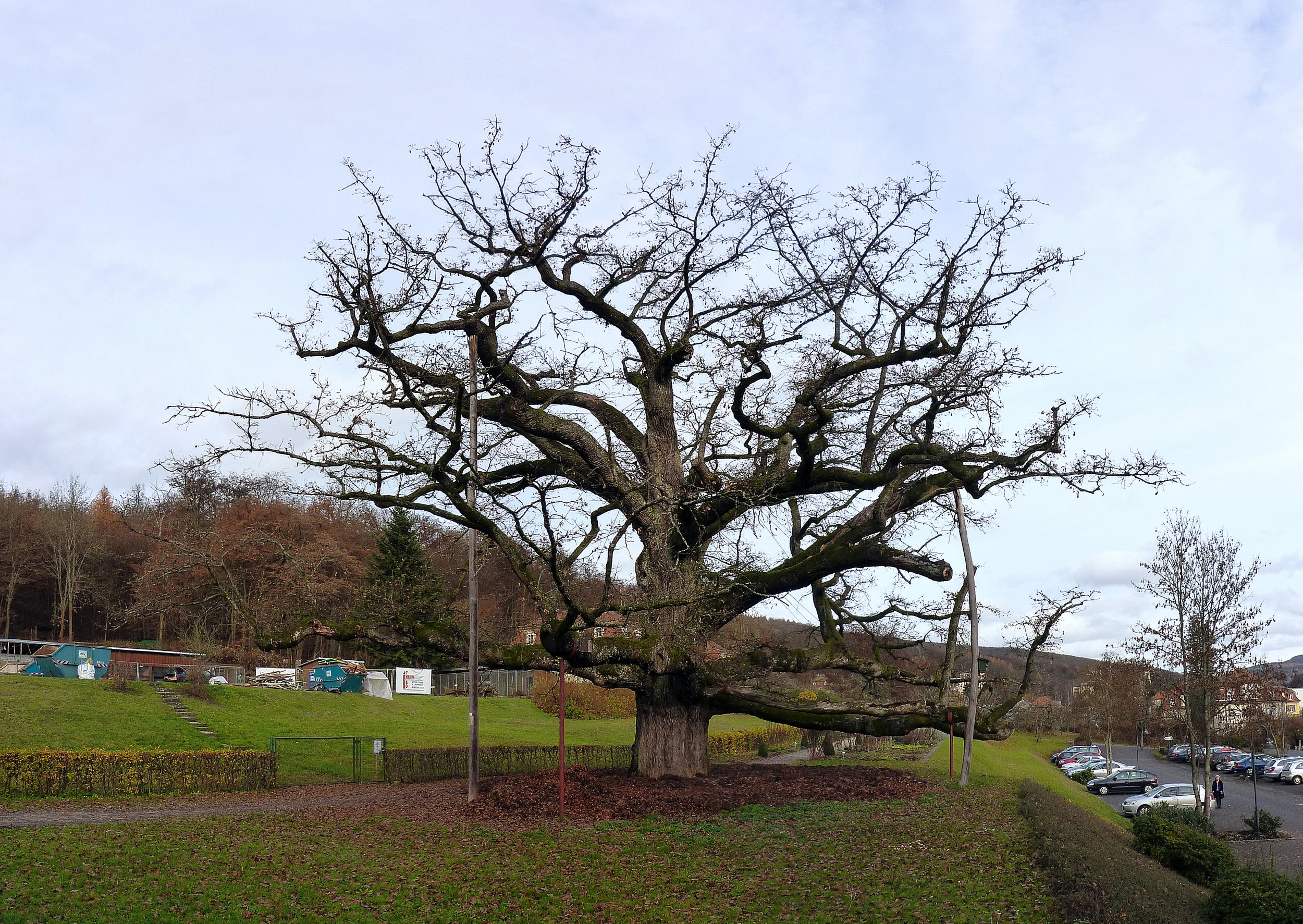
Ansicht von Südwesten

Fünf Äste, die in etwa vier Meter Höhe einseitig waagerecht ausladen und wie auch andere Äste der Krone auf der Oberseite stark bemoost sind, liegen auf drei Eisenstäben und zwei Holzstangen, um den Baum zu entlasten. Der sich verjüngende Stamm strebt bis auf etwa 20 Meter Höhe senkrecht nach oben. Er ist mit etwa 20 Grad in die Richtung geneigt, an der die meisten waagerechten Hauptäste abgehen. Mit Stangen gestützte Eichen sind, im Gegensatz zu den gezogenen und gestützten Tanzlinden äußerst selten. Die Femeiche in Erle (etwa zwölf Meter Stammumfang), die Lenzeiche bei Sichertshausen (etwa 6,5 Meter Stammumfang) und die Königseiche sind die einzigen gestützten Eichen dieser Größe in Deutschland. Vor hundert Jahren hatte sie noch mehr als zehn Stützen und den Höhepunkt ihrer Wuchskraft. Der Stamm war noch vollständig geschlossen, die Krone dicht beastet. Sechs in etwa gleicher Höhe abgehende Äste bildeten einen Kranz. Wann die Stützen erstmals angebracht wurden, ist nicht überliefert. König Ludwig I. setzte sich bei seinen Kuraufenthalten in Brückenau für die Pflege der Eiche ein. Vermutlich wurden daraufhin die ersten Stützen angebracht, deren älteste Beschreibung aus dem Jahre 1838 stammt.

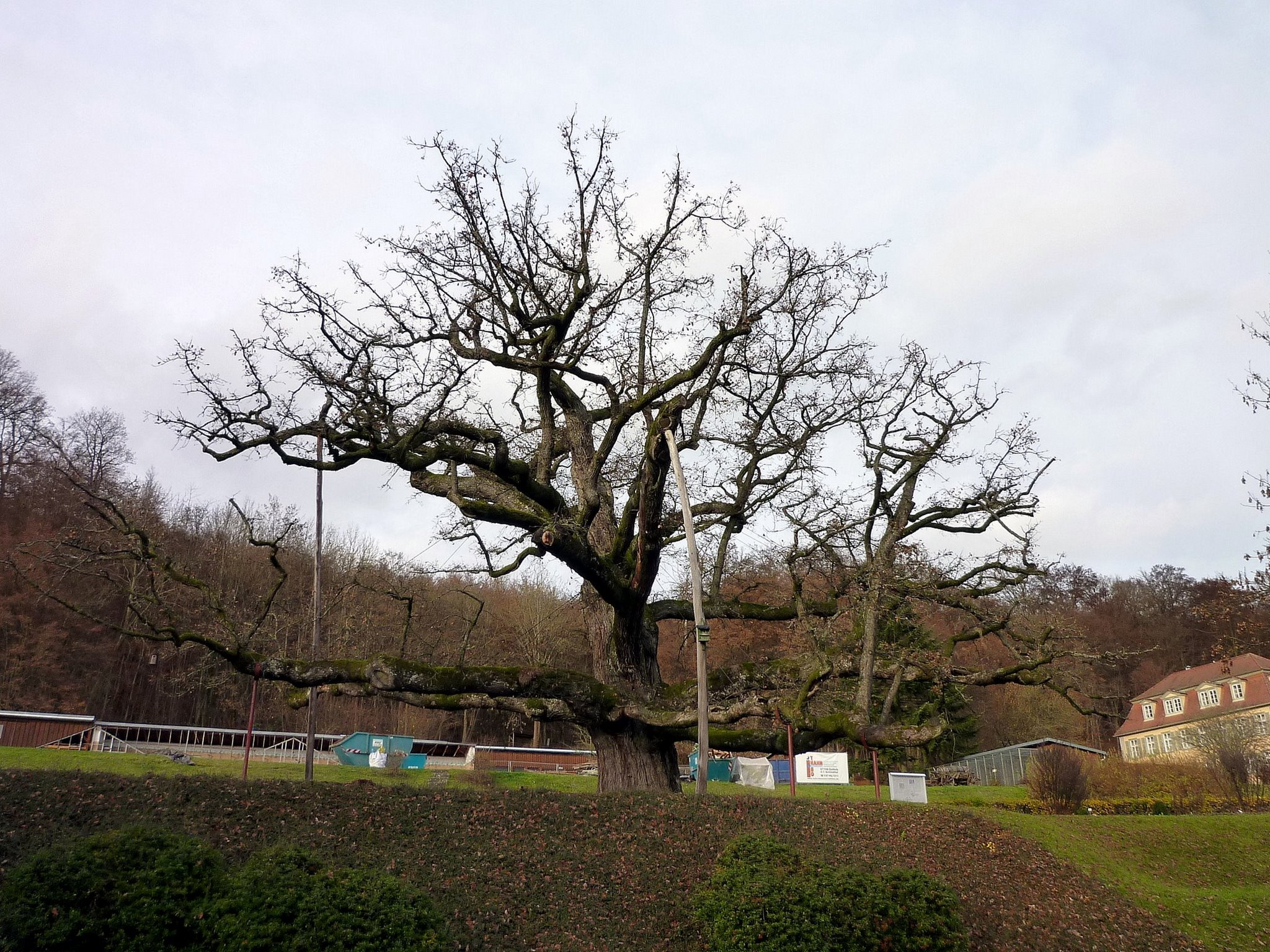
Ansicht vom Parkplatz aus

Als in den 1960er Jahren der mit 22 Meter längste waagerecht verlaufende Ast herausbrach, bildete sich auf der Nordseite ein tiefer Spalt im Stamm. Der Ast war mit einem Eisenring versehen, der ihn zusammenhalten sollte. Er war in den Ast eingewachsen, bis er ihn schließlich sprengte. Um den eingewachsenen Eisenring wurden 84 Jahresringe gezählt.
Der Stamm ist völlig hohl und hat einen etwa vier Meter hohen und 0,6 Meter breiten Riss, der nach dem Herausbrechen des großen Astes entstanden und mit einem engmaschigen Drahtgeflecht verschlossen ist. Ein Teil der gestützten Altäste ist ebenfalls hohl und es fehlt teilweise die obere Wandung, so dass sie nur aus einer Halbschale aus Rindenmaterial bestehen. Zusätzlich zu den Stützen ist die Eiche mit einer Kronensicherung aus etwa 20 Stahlseilen versehen, die strahlenförmig von der Hauptachse zu den waagerechten Seitenästen führen. Es handelt sich um eine statische Kronensicherung, bei der die Äste durch die Stahlseile mit dem Stamm verspannt sind. Die Seile sind an Gewindestäben, die durch die Äste gebohrt sind, befestigt und führen zu den in den Stamm geschraubten, teilweise eingewachsenen Halteösen. Seit dem heißen Sommer 2003 mehren sich die vorher geringen Totholzanteile, die regelmäßig herausgeschnitten werden; eine nachlassende Vitalität der Eiche ist bemerkbar. Einer der unteren Hauptäste weist mehrere starke Faulherde auf.

### Inschriftentafel
An der Eiche ist eine Holztafel mit folgender Inschrift angebracht:
| Königseiche Im Schatten dieser Eiche verbrachte König Ludwig I. von Bayern viele schöne Stunden |

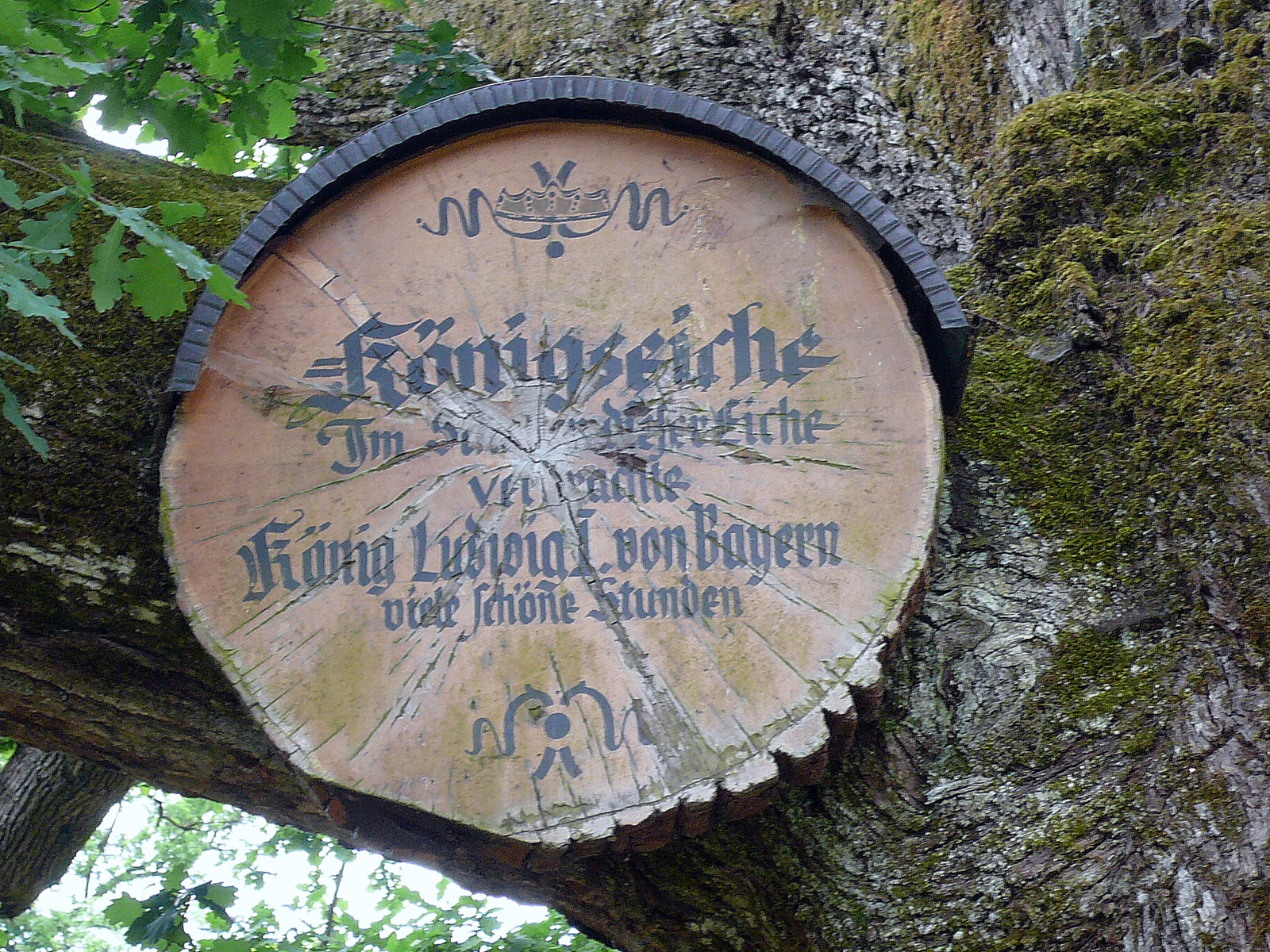
Holztafel mit Inschrift

Die Inschrift der Vorgängertafel lautete:
| Königseiche (die Zierde des Bades), Lieblingsplatz weiland S. M. König Ludwig I. 1818–1862 |

### Stammdurchmesser

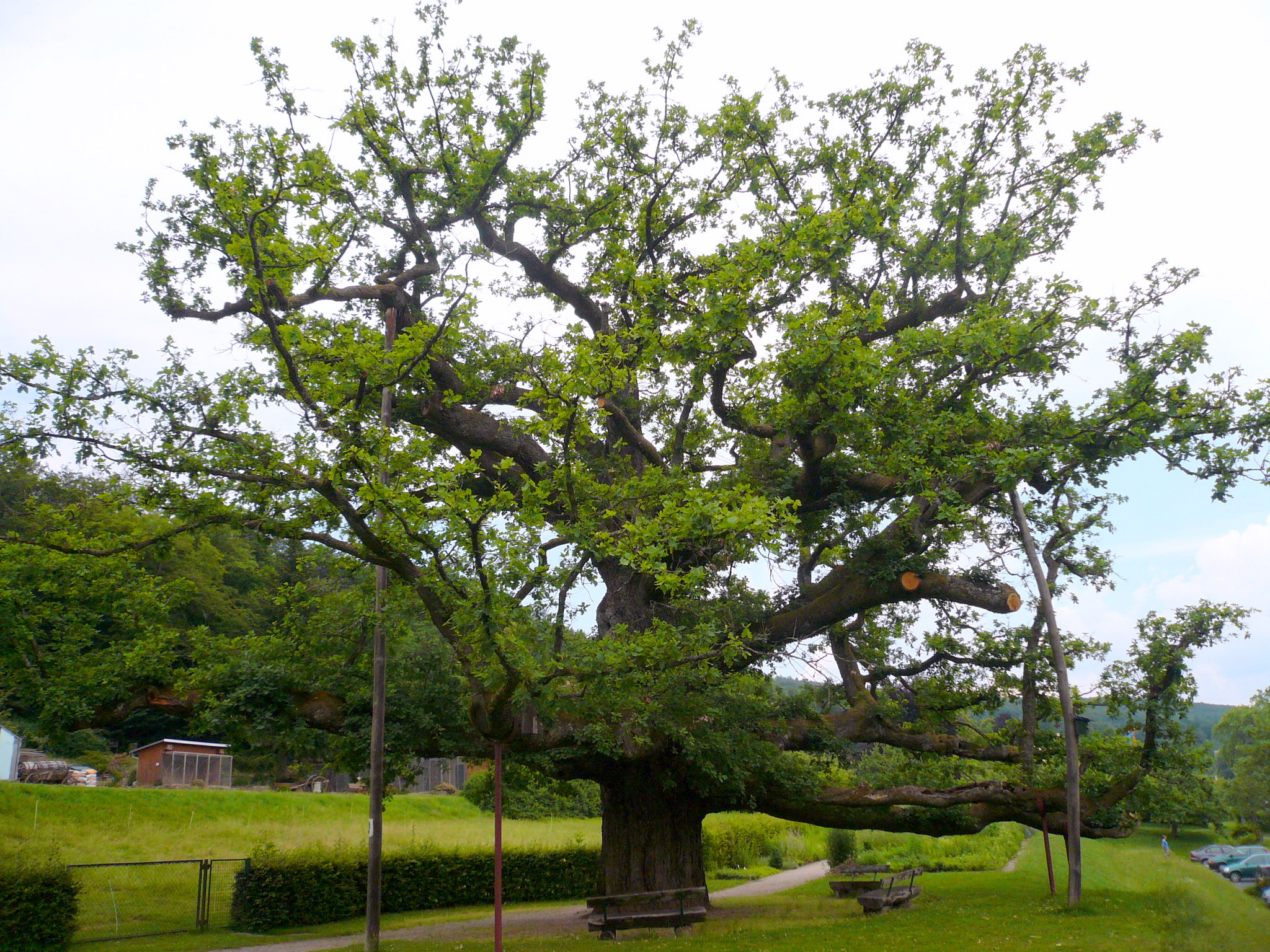
Ansicht von Südwesten

Der völlig hohle Stamm hatte im Jahre 2011 an der Stelle seines geringsten Durchmessers einen Umfang von 6,81 und in einem Meter Höhe von 7,11 Metern. Das Deutsche Baumarchiv gab im Jahre 2000 an der Stelle des geringsten Durchmessers einen Umfang von 6,68 und im Jahre 2001 in einem Meter Höhe von 7,00 Metern an. Der Stamm hat 2016 auf 1,3 Meter, der Höhe des sogenannten Brusthöhendurchmessers (BHD), einen Umfang von 7,00 und auf 1,5 Meter Höhe von 6,90 Metern. Im Jahre 1912 waren es auf gleicher Höhe noch 5,70 Meter. Der Überlieferung nach hat der Umfang in den vergangenen knapp hundert Jahren um etwa 1,2 Meter zugenommen, jährlich somit durchschnittlich um 1,2 Zentimeter. Dies deckt sich in etwa mit Messungen an der Stelle des geringsten Durchmessers im Jahre 1991 mit 6,60 und im Jahre 2016 mit 6,79 Metern. Ein Umfangszuwachs von 19 Zentimetern in 26 Jahren entspricht pro Jahr etwas unter 1 Zentimetern. Die Eiche wächst wegen des nährstoffarmen Bodensubstrats und der abgestützten Krone etwas langsamer als die meisten ihrer Art mit vergleichbarer Größe, bei denen die jährliche Umfangszunahme bei etwa 1,8 bis 2 Zentimetern liegt. Ähnlich langsam wuchs zwischen 1804 und 1996 mit einer jährlichen Umfangszunahme von 1,16 Zentimetern die im Umfang über zwölf Meter messende, etwa 800 Jahre alte größte Eiche im Tiergarten bei Ivenack, die stärkste Eiche in Deutschland und mit 140 Festmetern die massereichste in Europa.

### Alter

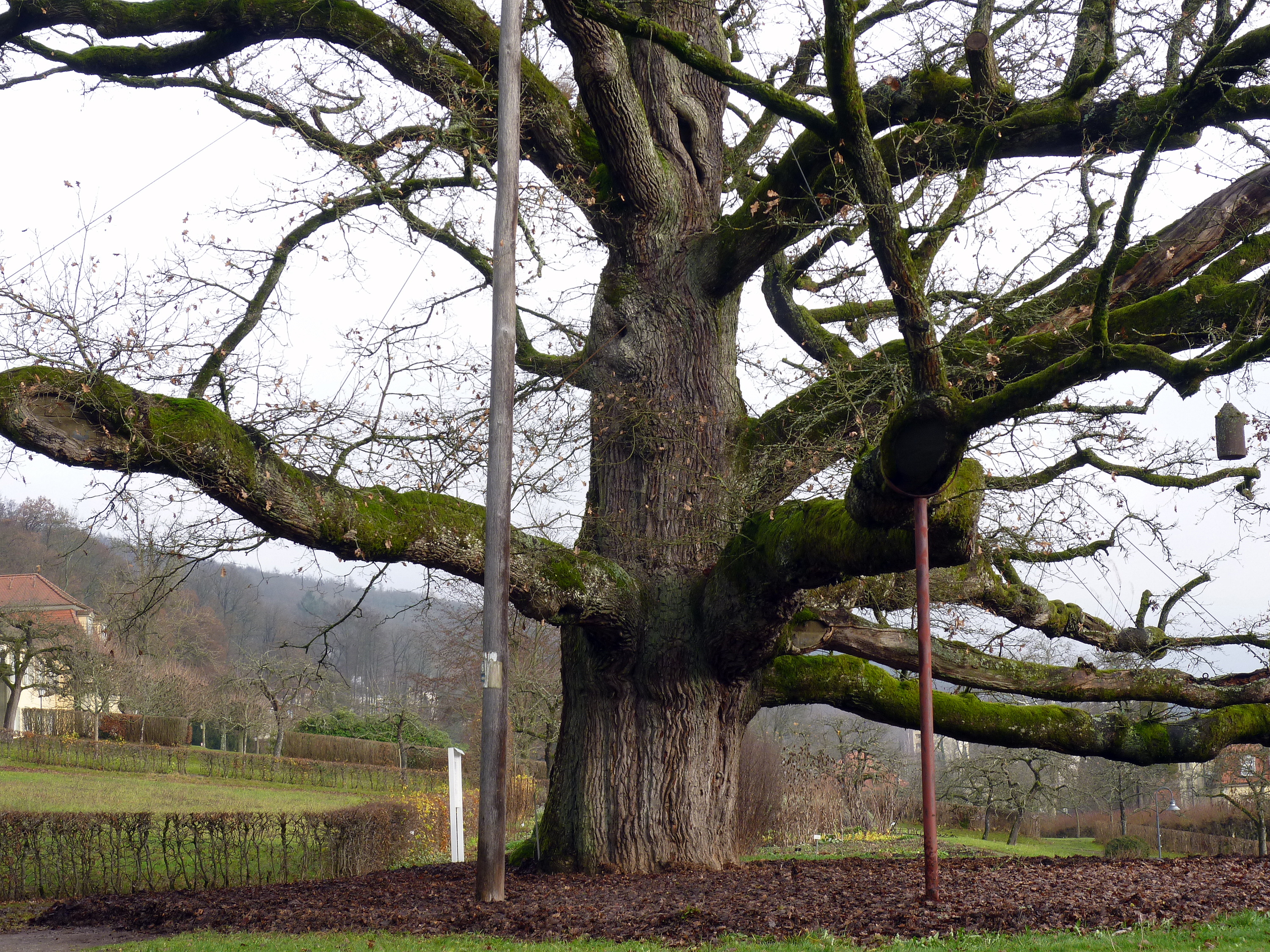
Waagerecht verlaufende Äste

Zum Alter der Eiche werden unterschiedliche Angaben gemacht. Die Untere Naturschutzbehörde schätzte es auf 400 bis 600, der Forstwissenschaftler Hans Joachim Fröhlich im Jahr 2000 auf 700 und das Deutsche Baumarchiv 2009 auf 360 bis 420 Jahre. Teilweise werden 1000 oder sogar 1500 Jahre angegeben. Dies dürfte aber erheblich zu hoch angesetzt sein. Da im Zentrum des Stammes das älteste Holz fehlt, ist weder eine Jahresringzählung, beispielsweise mit Hilfe einer Bohrkernentnahme oder durch eine Bohrwiderstandsmessung mittels Resistograph, noch eine Radiokohlenstoffdatierung möglich. Das tatsächliche Alter kann deshalb nur anhand des Stammumfangs und der Überlieferungen grob geschätzt werden. Aufgrund der Umfangszunahme in den vergangenen hundert Jahren von jährlich etwa 1,2 Zentimetern ist das Alter der Eiche auf maximal 500 Jahre anzusetzen, vorausgesetzt, dass die Eiche in jüngeren Jahren aufgrund ungünstiger Wachstumsbedingungen nicht langsamer gewachsen ist als in den letzten hundert Jahren. Die Zählung an einem im Jahre 2007 im äußeren Kronenbereich gestutzten Ast, der bis zur Mitte vollholzig war, ergab etwa 300 Jahresringe. Es ist jedoch nicht bekannt, wann die Eiche diesen Ast bildete. Vor etwa 120 Jahren kam es zu einer abrupten Änderung der Jahresringbreite. Die Jahresringe haben seitdem nur noch einen etwa halb so großen Abstand voneinander wie vorher. Dies könnte auf die Entlastung des Astes durch die Abstützung zurückzuführen sein.

## Geschichte

### Älteste Überlieferungen

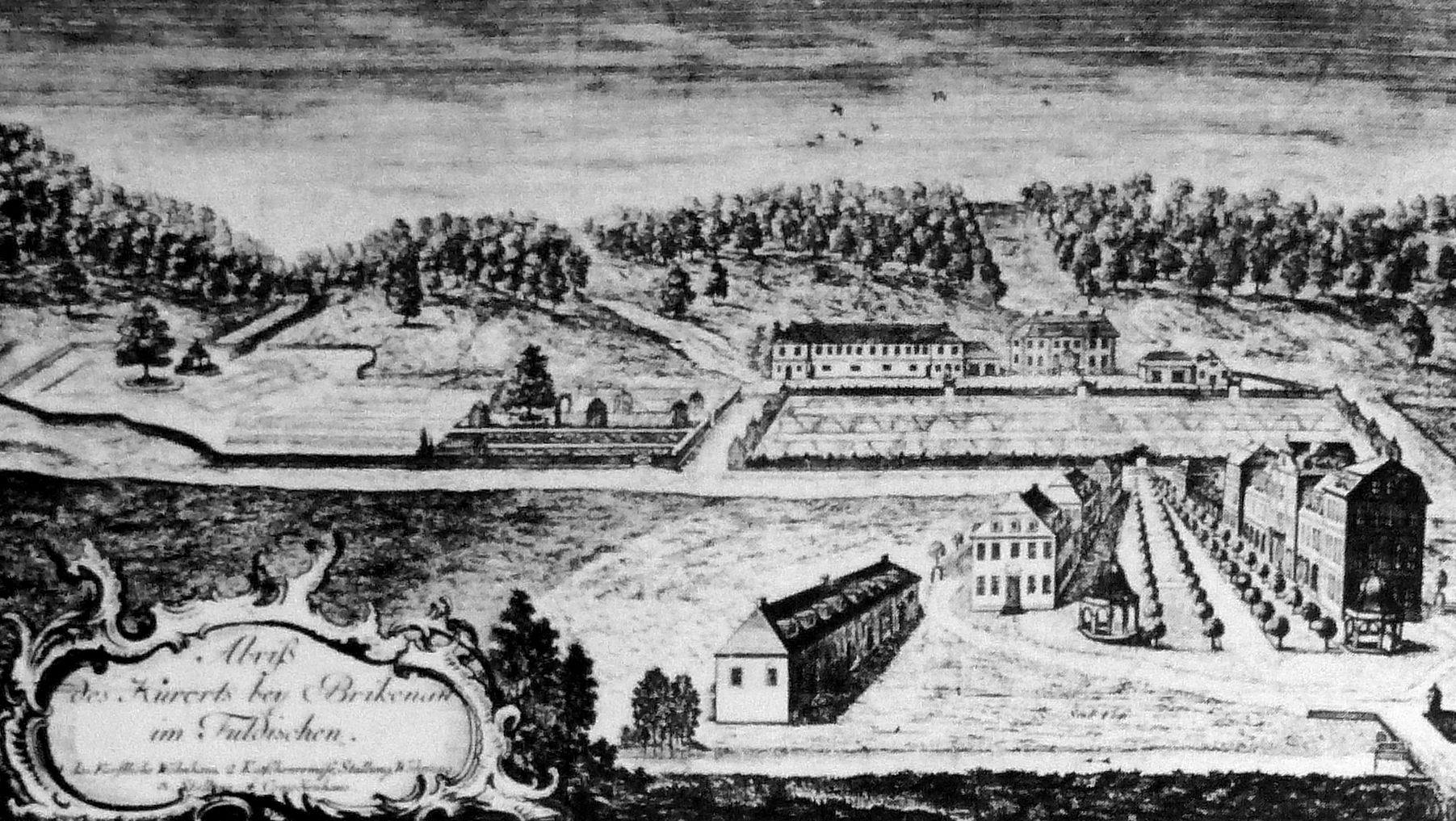
Kupferstich von 1780 von Egid Verhelst mit den Kuranlagen des Staatsbades und der Eiche in der Bildmitte links

Im Jahre 1747 wurde unter dem Fuldaer Fürstabt Amand von Buseck die erste Heilwasserquelle gefasst. Dies war der Beginn des Kurbetriebs in dem fuldaischen Bad. Bei der Gestaltung der Gartenanlage im Kurpark wurde um die Eiche ein freier Platz gelassen, auf den einer der Hauptwege zuführt. In der zweiten Hälfte des 18. Jahrhunderts kam es zu einer ersten Blütezeit im Kurbetrieb des Bades, wie aus zahlreichen Schilderungen hervorgeht. In vielen dieser Berichte ist die Eiche erwähnt und abgebildet. Auf einem Kupferstich des Künstlers Egid Verhelst aus dem Jahre 1780 ist die Eiche mit einer spitz zulaufenden, hochreichenden Krone abgebildet. Dies ist die älteste bekannte bildnerische Darstellung des Baumes. Die älteste Beschreibung, in der sie als stolze Eiche bezeichnet wird, stammt ebenfalls aus dem Jahre 1780. Der Badearzt Melchior Adam Weikard schrieb damals in einer Brunnenschrift:

„Hier sind schöne Gänge, grün gemaltes Lattenwerk, manchfaltige Nieschen, alles mit Blumen besetzt. Der erste Hauptgang führet zu der stolzen Eiche, die in der Mitte des Gartens steht, und wirklich eine prächtige Figur macht. Um sie herum laufen Rasenbänke, in einiger Entfernung sternförmiges Lattenwerk mit Kanapeen, so, daß hier mehr als hundert Personen zu gleicher Zeit unter dem Schatten der schönen Eiche sitzen können. Wenn ich so allein oder in Gesellschaft hier unter diesem stolzen Baume sitze, und etwas Wichtiges, Gleichgültiges, oder gar nichts zu denken habe, so fällt doch gemeiniglich am Ende mein Augenmerk auf die Vorzüge der Eiche, und ich möchte ihr gerne immer etwas Schönes zum Lobe sagen.“

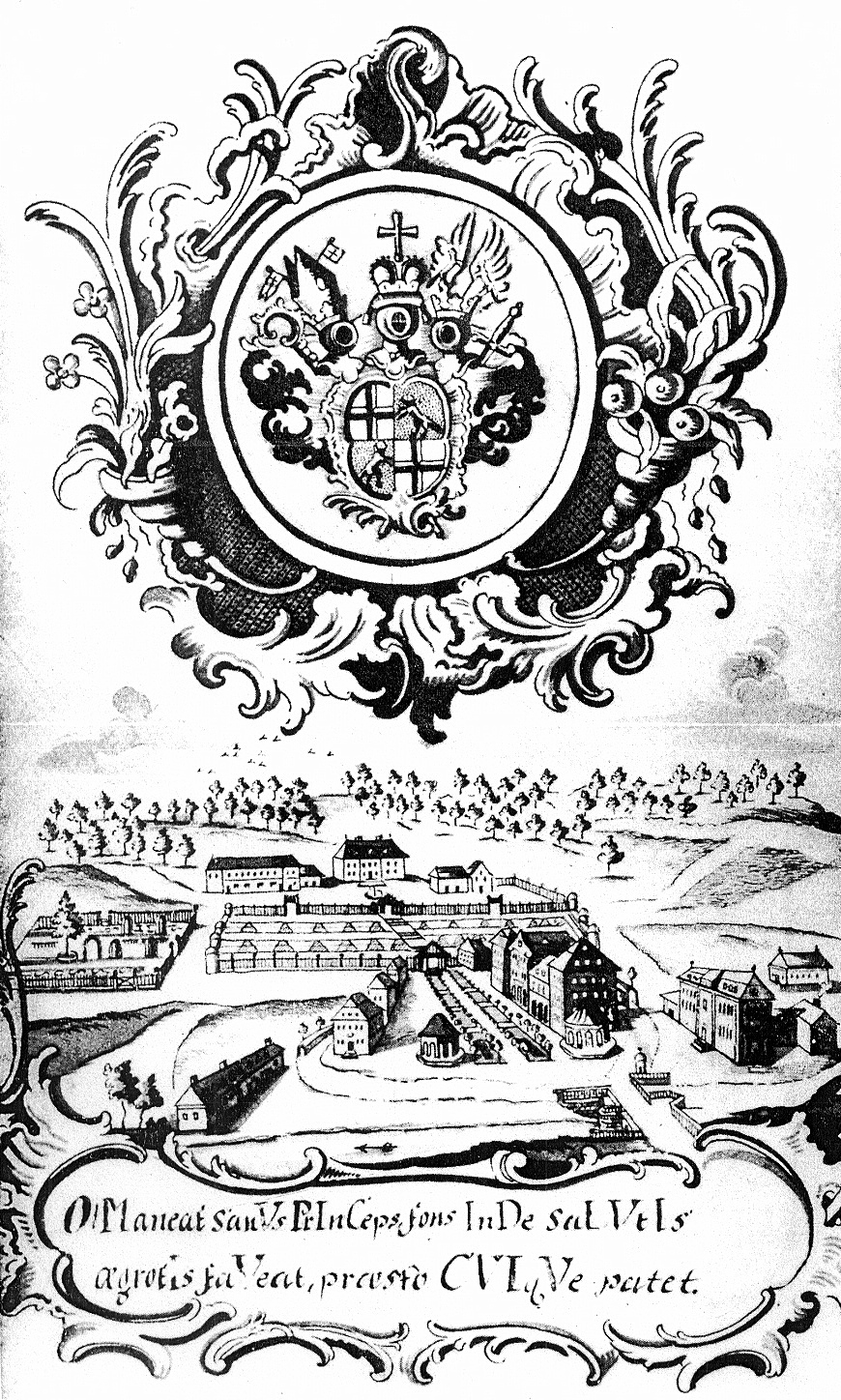
Skizze des Staatsbades von 1781 mit der Eiche am linken Bildrand

Eine Skizze des Staatsbades von 1781 zeigt die Kuranlage mit der Eiche und dem Wappen von Heinrich von Bibra, Fürstbischof von Fulda.
Leopold Friedrich Günther von Goeckingk, ein Publizist schrieb im Jahre 1782 in Deutsches Museum, einer Zeitschrift für Literatur, Kunst und öffentliches Leben:

„Die Gärten, welche der Fürst vor seinem Wohnhause auf der Anhöhe hat anlegen lassen, geben auch angenehme Spaziergänge, denn hier hat man eine weitere Aussicht. Vorzüglich bemerk ich zwei Pläze, schön durch zwei bejahrte Eichen, die sie beschatten. Die eine steht in der Mitte des Gartens; um sie herum laufen Rasenbänke, in einiger Entfernung sternförmiges Lattenwerk mit Kanapeen, so daß hier mehr als hundert Personen zu gleicher Zeit im Schatten des schönen Baums sizen können. Die andere Eiche steht etwa 100 Schritte von jener, etwas höher, denn von da kan man ausser dem Kurort, das Dorf Wernarz und die Gegend von Brückenau übersehen. Die Gegend umher ist still, denn sie ist die äusserste Spitze von dem, was angebauet ist, der Wald ist nahe dabei, und ein Gang in einem schmalen grünen Thale, das zugleich zum Scheibenstande dient, führt einsam dahin. Unter diesen Eichen, sonderlich unter der ersten, sind zuweilen von Einem oder dem andern Kurgaste Frühstücke (Déjeunés) gegeben worden, woran alle Fremde Teil genommen haben.“

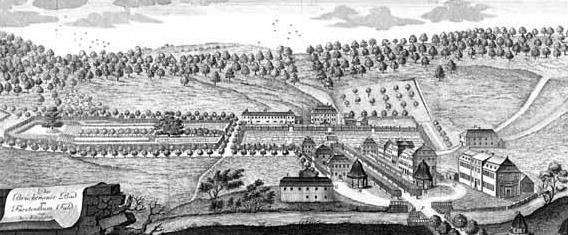
Kupferstich von 1790 von Egid Verhelst mit den Kuranlagen des Staatsbades und der Eiche in der Bildmitte links

Zwei Jahre später, im Jahre 1784, schrieb er in der monatlich erscheinenden Zeitschrift Journal von und für Deutschland: „auch verdient eine stolze Eiche bewundert zu werden, unter deren Schatten mehr als hundert Personen, auf den, rings angebrachten, Rasenbänken und Kanapeen, Platz finden.“
Auf weiteren Kupferstichen des Staatsbads vom Ende des 18. und des folgenden Jahrhunderts ist die Eiche zu erkennen. Ein überarbeiteter Stich von Verhelst aus dem Jahre 1790 zeigt sie mit einer großen, halbkugelförmigen Krone. Christian von Eggers schrieb 1810 in Reise durch Franken, Baiern, Oesterreich, Preußen und Sachsen über seine Reise nach Brückenau im Jahre 1804: „In dem Garten, der zum allgemeinen Spaziergang dient, sind schöne Alleen. Ich bemerkte eine sehr große Eiche von acht Ellen im Umfange, die einen ungemein breiten Gipfel hat. Er umschattet reichlich die in der Runde angebrachten Sitze.“

### Ludwigszeit
Nach mehreren Herrschaftswechseln wurde Brückenau 1816 durch den Wiener Kongress dem Königreich Bayern zugesprochen. Eine der ersten Ansichten des bayerischen Kurbads aus dem Jahre 1817/1818 stammt von dem Architekturmaler Domenico Quaglio, der auf einem Aquarell die Eiche mit einer großen Krone darstellte. Im Jahre 1818 besuchte Kronprinz Ludwig von Bayern zum ersten Mal das Staatsbad. Er war ein Förderer der Künste und Wissenschaften und stellte im gleichen Jahr die Laubwälder und insbesondere die alten Eichen im Staatsbad Brückenau unter seinen besonderen Schutz. Bei seinen insgesamt 26 oft monatelangen Kuraufenthalten zwischen 1818 und 1862 in Brückenau, ab 1825 als König von Bayern, besuchte er regelmäßig die Königseiche und ruhte darunter. Im Jahre 1822 schrieb der Arzt Johann Evangelist Wetzler in Gesundbrunnen und Heilbäder:

„Zwischen diesen Gebäuden und denen in der Ebene breiten sich die erwähnten Gärten mit schattigen Bogengängen und Lauben aus, die Obstbäume haben eine Pyramidenform, alles Lattenwerk ist grün angestrichen u. s. w. Die Zierde dieser Gärten aber ist eine Rieseneiche mit ungeheuern horizontal auslaufenden Aesten, in deren Schatten mehr als 100 Personen Platz finden. Hier ist der Lieblingsplatz der Kurgäste; hier wurden öfter große Feste gegeben; hier wurde getanzt und geschwärmt u. s. w. Von da gelangt man in den Wald, wo angenehme Spaziergänge sind“

Im Jahre 1823 schrieb der Königlich Bayerische Forstmeister Stephan Behlen in Der Spessart:

„In dem Garten vor dem sogenannten Fürstenbaue, sonst von den Regenten dieser Gegend, den Fürst-Äbten von Fulda, nun von Baierns Thronerben, während seinem Brückenauer Aufenthalte bewohnt, ziehen zwei alte Eichen den Blick des Beobachters auf sich; die eine, ein kolossaler, längst abgestorbener rindenloser Stamm aus Deutschlands Urzeit, unter dessen Ästen die ältesten Beförderer des Christenthums in Buchonien vielleicht schon Schutz fanden, die andere durch die künstliche Verbreitung ihrer Zweige ein grünes Dach für die Badegesellschaft bildend, welche der Kronprinz nicht selten hier um sich vereinigt.“

Zwei Jahre später, im Jahre 1825, schrieb der Brückenauer Kurgast H. von Martin in Briefe aus dem Bade Brückenau:

„Noch im Umfange dieser Gärten erblicken wir die Schöne Eiche, einen Riesenbaum, mit weitem Laubgewölbe, das Raum zu schönen Festen giebt und mehr als hundert Menschen aufzunehmen vermag. Man wird an die heilige Eiche bei Goslar erinnert, die einst der flammende Aposteleifer des Bonifacius im Angesichte eines staunenden Volkes niederhieb. Noch ein echter Sprosse des Urwaldes, gleich jener, ist vielleicht auch diese Eiche noch ein Zeitgenosse von Karl dem Großen, hat die blutigen Kämpfe für Religion und Vaterland mit angesehen.“

Um das Jahr 1835 ging eine andere Eiche ein, die etwa 150 Meter westlich der Königseiche etwas höher als diese stand. Sie hatte einen ähnlichen Umfang, war ungefähr gleich hoch und ist ebenfalls in den älteren Schilderungen des Kurbads beschrieben und abgebildet. Der Schriftsteller Gustav Kühne erwähnte im Jahre 1838 in der Zeitung für die elegante Welt erstmals Stützen zur Entlastung der großen Krone: „Der König unterhält das Bad auf eigene Kosten, setzt aber dabei noch immer jährlich nicht unansehnlich zu. In der Nähe seiner Wohnung ist eine berühmte Eiche, deren Zweige mit Eisenstangen unterstützt werden, und deren Alter auf fünfzehnhundert Jahre geschätzt wird.“
Am 29. Juli 1840 schrieb Ludwig I., der später auch von seinem Enkel, dem späteren Bayernkönig und Kunstliebhaber Ludwig II., begleitet wurde, unter der Eiche das Gedicht Unter der großen Eiche im Bade Brückenau:
| 1. Strophe Sinnend saß ich, war umgeben Von der Frauen Blüthenkranz, Es ergoß sich hehres Leben In der Sonne freud’gem Glanz. 2. Strophe Unter der erhab’nen Eiche, Die Jahrhunderte geseh’n, Sprachen sie aus jedem Zweige, Spürte wieder sie ersteh’n. 3. Strophe Teutscher Vorzeit schöne Tage, Stiegen wiederum empor, Und zur Warheit ward die Sage, Tiefergreifend war der Chor. 4. Strophe Freyer fühlt sich’s in der Freye, Mächt’ger tönet da das Lied, Es empfängt der Mensch die Weihe, Siehet was er sonst nicht sieht. 5. Strophe Teutscher unter teutscher Eiche, Sich der teutsche Sinn erhebt, Großer Vorzeit alter Zeuge Mit der Gegenwart verwebt. 6. Strophe Fester knüpfet sich zusammen Da der Eintracht heil’ges Band, höher da der Liebe Flammen Lodern für das Vaterland. |

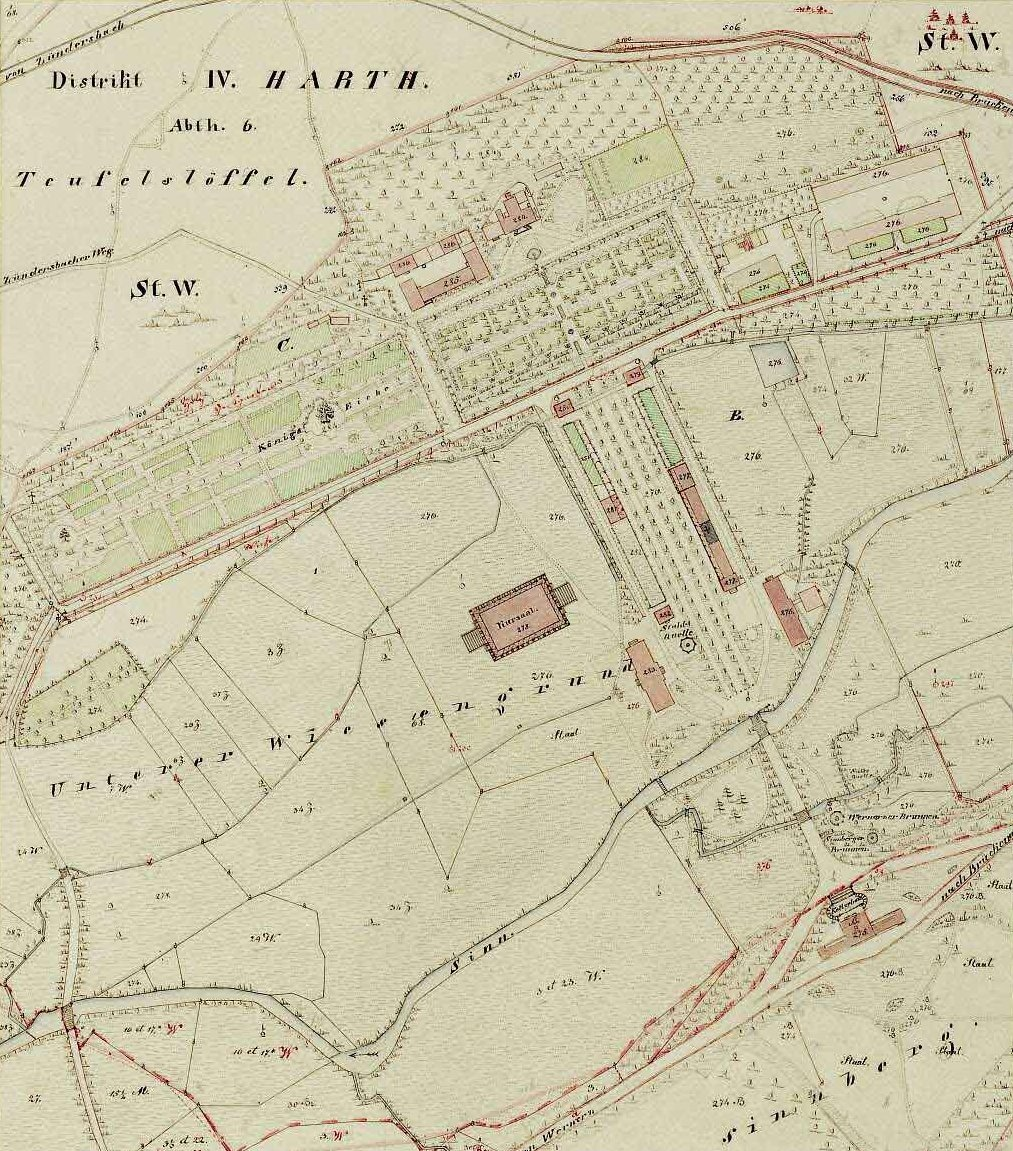
Ortsblatt Brückenau von 1848 mit der Eiche links oberhalb der Mitte

In einer Topografie des Bades Brückenau schrieb der Badearzt Franz Kilian Josef Schipper im Jahre 1847 über die Eiche:

„Auf der Westseite kommt man aus der Mitte des Gartens über die Fahrstrasse in den 350 Schritte langen und 92 Schritte breiten hinteren Hofgarten, und zwar unter einem, durch das Ineinanderwachsen von 16 Lindenbäumen gebildeten Laubgewölbe zu der Königseiche, welche durch ihre langen, horizontal um den Stamm auslaufenden Aeste eine über 100 Fuss im Durchmesser grosse Fläche deckt, auf welcher mehr als 100 Personen Platz finden. Diese merkwürdige Eiche, welche wohl über tausend Jahre alt ist, zieht nicht nur jeden Fremden an, sondern ist auch ein Lieblingsaufenthalt der Kurgäste und gibt oft zu Festen, gesellschaftlichen Spielen und selbst zum Tanze unter ihrem Schatten Anlass.“

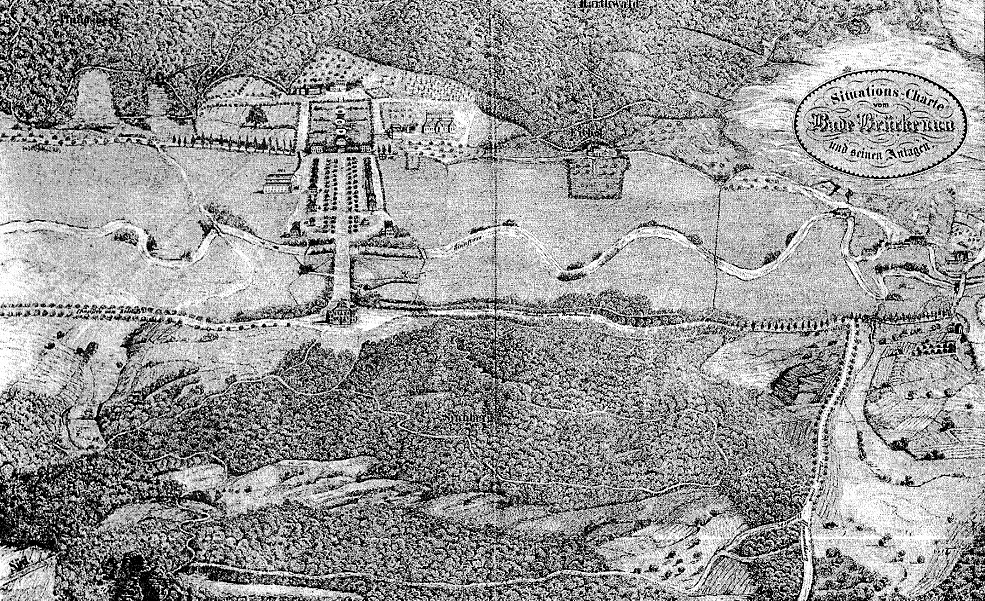
Karte des Staatsbades um 1850 mit der Eiche im linken oberen Eck

Bei der ersten flächendeckenden Vermessung im damaligen Königreich Bayern in den Jahren 1808 bis 1853 wurde die Eiche auf dem Uraufnahmeblatt Bad Brückenau – NW CIV 56 vom November 1848 mit der Flurnummer 284 und der Bezeichnung Königseiche eingetragen.
Der Kurbetrieb in Brückenau hatte von Mitte bis Ende des 19. Jahrhunderts eine zweite Blütezeit, als zahlreiche Monarchen aus dem Ausland zur Kur kamen und den Baum besuchten. Unter der Eiche weilten König Maximilian II. im Jahre 1856 und im Jahre 1873 die Königin Amalie von Griechenland bei ihren längeren Kuraufenthalten in Brückenau. Weitere Besucher des Kurbades und der Eiche waren im Jahre 1857 die Zarinwitwe Alexandra Fjodorowna, die Zarin Marija Alexandrowna und die Königin von Bayern, Marie Friederike.
Der Gärtner und Gartenschriftsteller Hermann Jäger schrieb im Jahre 1861 in der Zeitung zur Verbreitung naturwissenschaftlicher Kenntnis und Naturanschauung für Leser aller Ständ: „Ich kenne eine Eiche bei Brückenau am südlichen Fuße des Rhöngebirges, welche seine 4 Fuß Stammdurchmesser und noch keinen trockenen Ast hat, also verhältnismäßig noch jung (etwa 200 Jahre alt) ist, die mit ihren 35 dichtbelaubten Ästen eine Krone von 125 Fuß Durchmesser bildet, also noch mehr’ als die starke Eiche in Frankreich.“

### Luitpoldzeit

Bild der Königseiche im Winter 1899 von Josef Bott

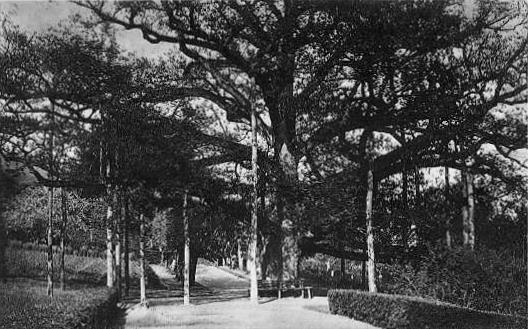
Königseiche mit 16 Stützen, kurz nach 1900

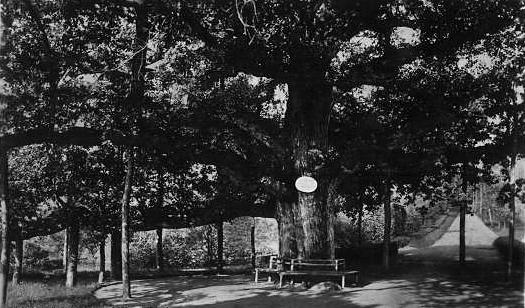
Königseiche von Osten, kurz nach 1900

Prinzregent Luitpold enthüllte 1897 in Brückenau ein zu Ehren seines Vaters Ludwig I. errichtetes Denkmal. Bei der Königseiche trank er ein Glas Wein auf eine erfolgreiche Zukunft von Brückenau. Auch Kaiserin Elisabeth von Österreich-Ungarn weilte im Jahre 1898 vier Wochen dort. Aus dem Jahre 1900 stammt die erste detaillierte Beschreibung der Eiche. Der Baumfotograf Friedrich Stützer, Inspektor der königlich bayerischen Staatseisenbahn in München, schrieb in seinem Baumbuch Die größten, ältesten oder sonst merkwürdigen Bäume Bayerns in Wort und Bild:

„[…] die Königseiche zu Brückenau, in ihrer vollen ungebrochenen Kraft und Schönheit, ein hervorragender Baumschmuck des vielbesuchten Kurortes, hat nicht minder durch die Thatsache, daß der König oft und gerne unter ihrem schattenden Blätterdache weilte, mit dem Königs-Namen jene Weihe empfangen, welche wohl für immer die Axt von ihr ferne halten wird. In der Gegenwart macht sie schon durch ihre Erscheinung diesem Namen alle Ehre, denn majestätisch ist ihr Wuchs! Wie ein weiter grüner Baldachin breitet sich ihre Krone aus. Der Stamm mit 5 ⅓ Meter Umfang entsendet von 4 Meter Höhe ab Riesenäste von fast halber Stammesdicke, in theils wagerechtem, theils wenig nach oben gerichtetem Wuchse bis zu 22 Meter Länge! Auf diesen Ästen wachsen, wie das blätterlose Abbild der Eiche zeigt, wieder förmliche Baumstämme in die Höhe; besonders deutlich ist dies an einem links am Bilde [siehe Ansicht von Josef Bott von 1899] bis fast zur Gipfelhöhe emporstrebenden Aste ersichtlich. Um der Gefahr des Brechens der unteren Äste vorzubeugen, sind dieselben vielfach mit Säulen gestützt. Diese Fürsorge wird man doppelt begreiflich finden, wenn man erfährt, daß das Gesammtgewicht des Baumes in sommerlicher Blätter- und Fruchtfülle auf nicht weniger als 1000 Centner sich berechnet. Die Holzmasse einschließlich Äste und Wurzeln würde circa 50 Ster ergeben. Beim höchsten Stand der Sonne beschattet die fast kreisrunde Baumkrone mit einem mittleren Durchmesser von 45 Meter eine Fläche von 1500 Quadratmeter. Kaum ein zweiter Badeort wird ein derartig luftig grünes, vor Sonne wie Regen schützendes Wandelzelt aufweisen können!“

Etwa ab 1900 wurde die Eiche auf Ansichtskarten abgebildet. Um die Jahrhundertwende und in den Jahren danach schwankte die Anzahl der Stützen. 1912 waren es 13, zeitweise bis zu 16, also deutlich mehr als heute mit 5. In den Mitteilungen der Deutschen Dendrologischen Gesellschaft des Jahres 1912, einem Jahrbuch des 1892 gegründeten Vereins, schrieb der Königliche Landesökonomierat August Siebert:

„Der Platz, auf dem die Eiche steht, führt keinen besonderen Namen. Die Eiche selbst soll aber den Namen „Königseiche“ erhalten haben, weil König Ludwig gern unter ihr verweilt hat. Bei einem Stammumfang von 5,70 m – 150 cm über der Erde gemessen – hat die jüngste Messung eine Höhe von 32 m, der längste horizontal gewachsene Ast, also der Halbmesser der Krone, 22 m ergeben. Dreizehn Stützpfeiler sind notwendig geworden, um die schweren unteren Äste zu tragen. […] Herr Königl. Forstrat Unselt, einer der ältesten Forstmänner der dortigen Gegend, schätzt das Alter der Eiche auf 1200–1300 Jahre, selbst unter Berücksichtigung ungünstiger Wachstumsbedingungen in früheren Jahren; er ist aber überzeugt, daß der Baum unter der ihm zuteil werdenden Pflege weitere 120–150 Jahre älter werden kann. Von Interesse ist noch, daß die Eiche fast alljährlich, in diesem Jahre sogar sehr reich, mit Frucht behangen ist.“

### Neuere Zeit

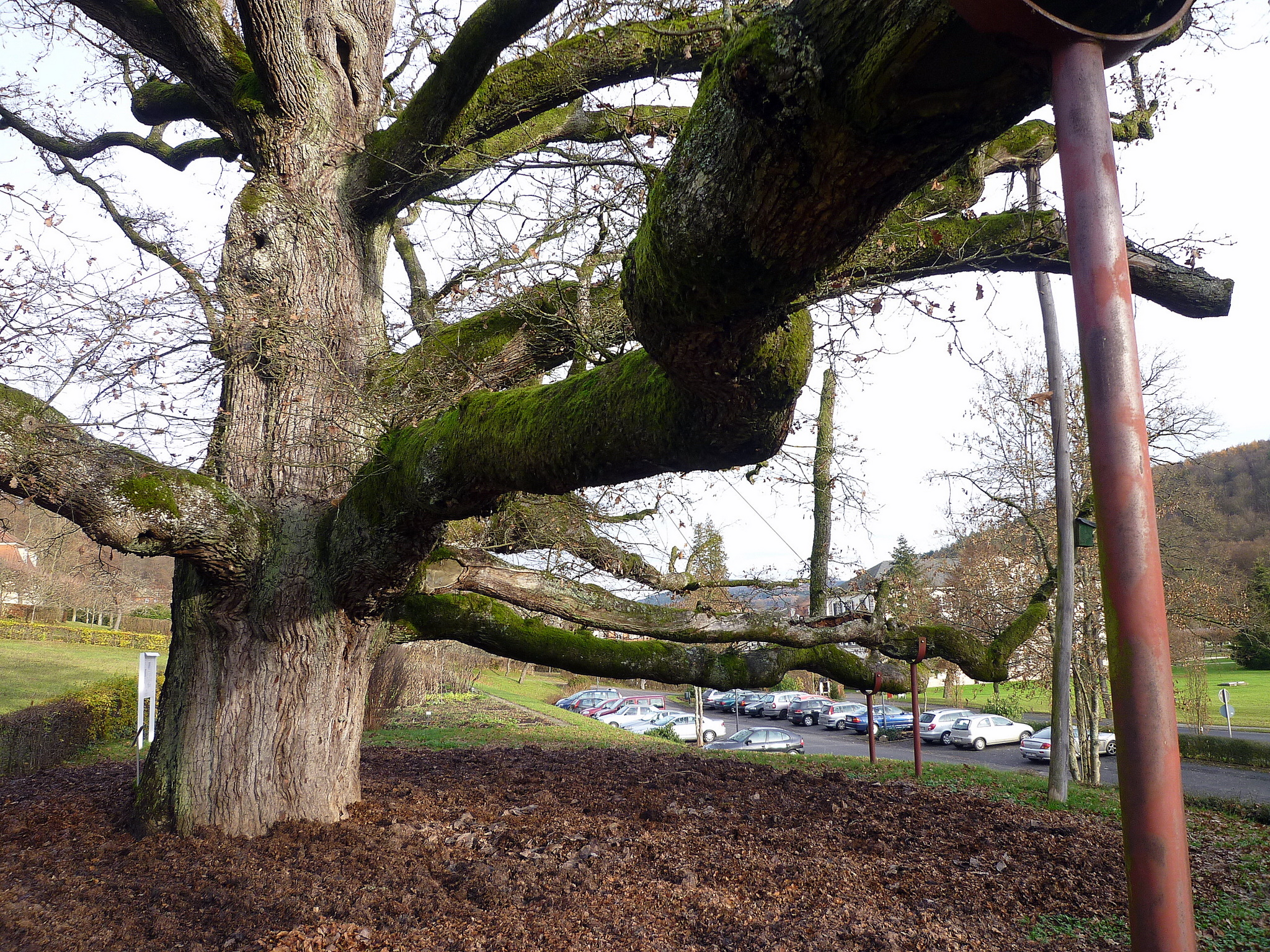
Äste mit Stützen

In Schneiders Rhönführer aus dem Jahre 1928 steht: „Aus dem Schloßgarten führt westlich ein durch das Ineinanderwachsen von 16 Lindenbäumen gebildetes Laubgewölbe zur Königseiche, welche wohl über 1000 Jahre alt sein mag und durch lange, horizontal ausgestreckte Äste eine Strecke von ca. 30 m im Durchmesser bedeckt.“
In den letzten 50 Jahren wurden an der Eiche mehrmals Baumpflegemaßnahmen durchgeführt. Im hohlen Stamm wurde das morsche und pilzbefallene Holz entfernt, dann wurde er gedexelt, der Rest geglättet und die Oberfläche mit pilztötenden Mitteln behandelt. Um den Stamm zu stabilisieren, wurden mehrere sich kreuzende Gewindestäbe mit Überrohren im Hohlraum angebracht. Die Krone wurde mit einer Kronensicherung versehen, Äste wurden eingekürzt und zurechtgestutzt und an Schnittflächen Wundverschlussmittel aufgebracht. Drei der Holzstützen wurden durch Eisenstäbe ersetzt, mit denen die Äste durch Gewindestäbe mit offenen Bögen verbunden sind. Eine Sitzbank rings um den Stamm aus dem 19. Jahrhundert wurde entfernt, um eine weitere Bodenverdichtung im Wurzelbereich zu vermeiden.
Im Jahre 1996 wurde der Baum saniert und dabei ein Nachlassen der Vitalität sowie ein hoher Anteil an Totholz festgestellt. Ein Fachunternehmen führte eine Kronenpflege durch, erneuerte die Abstützungen und baute eine neue Stütze ein. Alte Wunden und Faulstellen wurden überprüft und die Verankerungen der Halteseile kontrolliert. Gleichzeitig wurde die Bodenart bestimmt und eine Nährstoffanalyse durchgeführt. An einem hohlen Starkast wurde eine Restwandstärkenmessung durchgeführt. Die Eiche hat sehr unter dem heißen (dem wärmsten seit mindestens 250 Jahren) und teilweise trockenen Sommer des Jahres 2003 gelitten. Ihre bis dahin noch gute Vitalität hat dabei weiter nachgelassen. Im äußeren Kronenbereich starben mehrere Äste ab. Dies ist wohl auf die Grundwasserabsenkung und den sich daraus ergebenden Wassermangel zurückzuführen. Es wurde begonnen, dem Verfall entgegenzuwirken, indem die Baumscheibe jährlich mit einem Bodenaktivator gedüngt wird, um über die Bodenstruktur günstigere Bedingungen für die Wurzeln zu schaffen. In trockenen Phasen wird die Eiche bei Bedarf im möglichen Maß gewässert. Die abgestorbenen Äste wurden im Winter 2005/2006 entfernt; die Krone wurde zurechtgestutzt und die Kronensicherung überprüft.
Die Gärtnerei des Staatsbades brachte im Frühjahr 2006 spezielle Vitalpilze (Mykorrhiza) in den Wurzelbereich ein. Seit 2008 wird im Herbst der Boden im Kronenbereich mit einer Laubschicht abgedeckt, die das ganze Jahr dort verbleibt, um eine Austrocknung der oberen Bodenschichten zu vermeiden. Aufgrund der weiter nachlassenden Vitalität fanden im Frühjahr 2009 weitere Pflegemaßnahmen durch ein Fachunternehmen statt. Hierbei wurden erneut tote Äste entfernt und die Stahlseilanbindungen überprüft. Zusätzlich wurde eine Kronensicherung nach dem BOA-System durchgeführt. Bei dieser neueren Form der Astsicherung wurden die seitlich abstehenden Äste mittels Seilverbindungen, die in Schlaufen enden, an einem oder mehreren Hauptästen angebunden, so dass sich die Last innerhalb des Baumes verteilt. Im September 2012 wurden zehn neue Stahlstützen angebracht. Von den bisherigen Holzstützen blieben zwei übrig. Von den zehn neuen Stützen aus etwa acht Zentimeter dicken Rundrohren sind sieben als A-Stützen ausgeführt, die auch seitliche Kräfte abfangen können. Die Äste sind mit Spanngurten auf den Stützen befestigt, deren Auflagefläche mit Gummi beschichtet ist. Durch Lücken im Gummi kann das Wasser besser abfließen. Ein Teil der Stützen besitzt ein Gewindeteil und kann nachjustiert werden. Die Stützen sind in 20 Zentimeter tiefe Betonfundamente eingelassen.